# Sottotipi dell'HIV
Uno dei problemi del virus dell'immunodeficienza umana in ambito clinico consiste nella sua elevata variabilità genetica.
La specie del virus HIV è distinta in due tipi principali:
- HIV tipo 1 (HIV-1), correlato a virus presenti in scimpanzé e gorilla dell'Africa occidentale;
- HIV tipo 2 (HIV-2), correlato a virus presenti in un primate dell'Africa occidentale, il cercocebo moro.

I virus HIV-1 possono essere suddivisi ulteriormente in gruppi, di cui il gruppo M dei virus HIV-1 è quello predominante tra gli umani ed è responsabile delle pandemie di AIDS. Il gruppo M a sua volta può essere suddiviso in sottotipi in base a diverse informazioni genetiche; in base a queste, si è in grado di determinare il grado di virulenza dei patogeni e un'eventuale resistenza a terapia antiretrovirale.
I virus HIV-2 sono considerati in genere meno virulenti e contagiosi dei virus HIV-1 del gruppo M, sebbene anche i primi siano in grado di causare AIDS.

## Tipi principali
La seguente non è una lista esaustiva, ed è molto probabile che in futuro saranno scoperti e classificati altri tipi di virus.

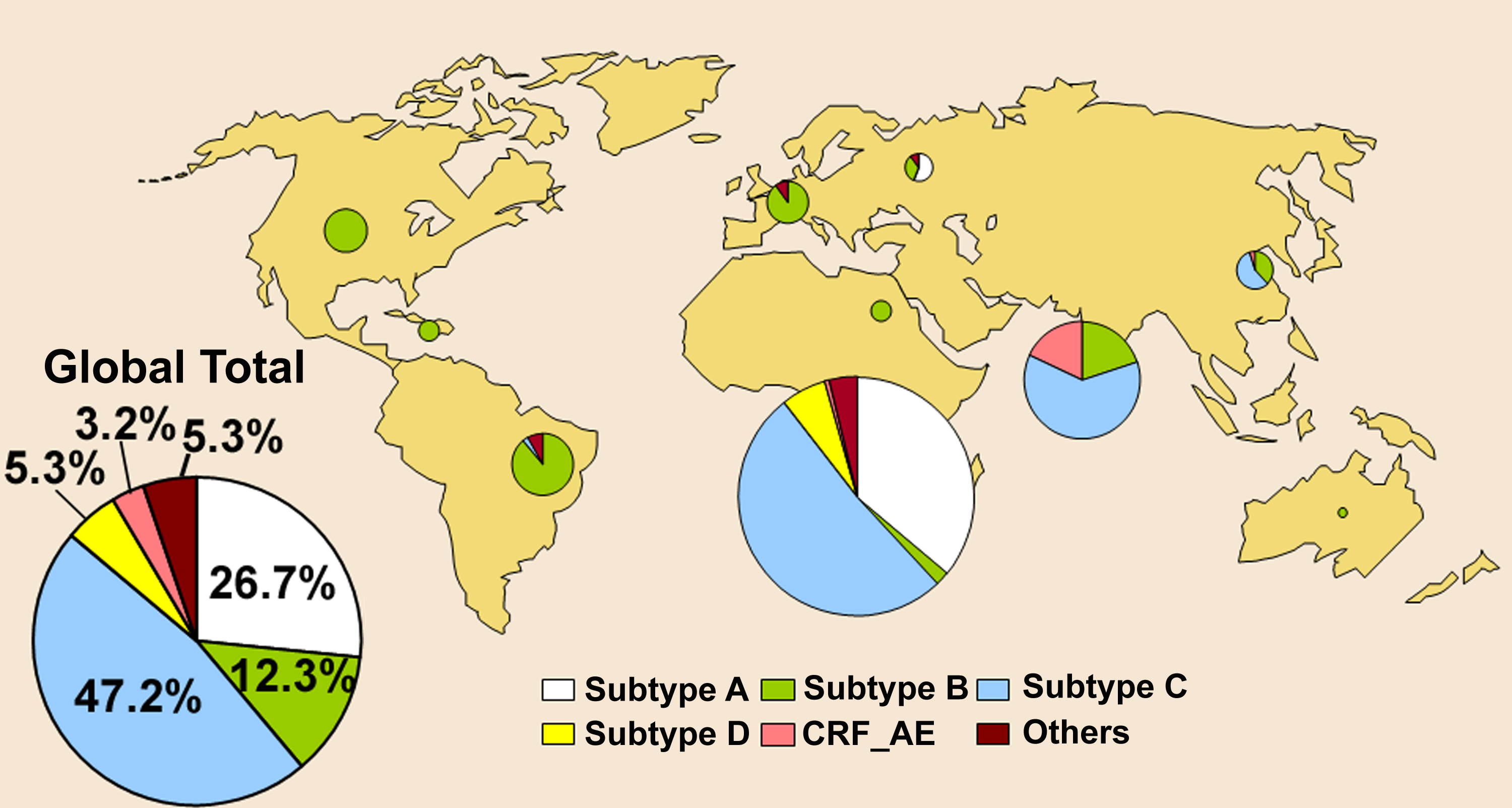
Prevalenza dei gruppi di HIV-1 al 2002

### HIV-1
Nel gruppo HIV-1 si ascrivono patogeni molto comuni e virulenti. Si è soliti individuare i seguenti gruppi:
- Gruppo M (il principale), da M = Major (principale);
- Gruppo N (minoritario), da N = non (non O e non P);
- Gruppo O (minoritario), da O = Outlier (eccezione);
- Gruppo P (minoritario), da P = Pending (in attesa di riformulazione);

Si pensa che ogni gruppo di HIV-1 rappresenti una trasmissione indipendente del SIV negli umani.

#### Gruppo M
Il gruppo Major (principale) è il responsabile di oltre il 90% dei casi di HIV/AIDS registrati nei pazienti infetti da HIV. All'interno del gruppo M si individuano "cladi", ovverosia "sottotipi" identificati da una lettera dell'alfabeto. In aggiunta possono esserci varianti ricombinanti, ovvero "forme ricombinanti circolanti" in cui due sottotipi diversi formano un nuovo virus, identificato da un numero. Ad esempio un virus ricombinante formato dal sottotipo B e F è denominato CRF12_BF (Circulating Recombinant Form 12 BF, forma ricombinante circolante 12 di B e F).
I sottotipi principali sono i seguenti:
- Sottotipo A,  comune in Africa occidentale.[4]
- Sottotipo B,  forma dominante in Europa, America, Giappone e Australia.[5] e la più comune nel Medio Oriente e in Nordafrica.[6]
- Sottotipo C, forma dominante nel Sud-Africa, in Africa orientale, in India, nel Nepal e in alcune zone della Cina.[5]
- Sottotipo D, generalmente riscontrato solo nell'Africa centrale e nell'Africa orientale.[5]
- Sottotipo E,  riscontrato nel Sud-est asiatico; è la forma dominante negli eterosessuali dal momento che la frequenza di trasmissione è più alta rispetto alla maggioranza degli altri sottotipi.[senza fonte]
- Sottotipo F, presente in Africa centrale, Sud America e in Europa dell'Est.[2]
- Sottotipo G (insieme alla forma ricombinante col sottotipo A CRF02_AG) è stato riscontrato in Africa ed Europa centrale.[2]
- Sottotipo H, limitato in Africa centrale.[2]
- (Sottotipo I), che venne originariamente usato per descrivere una specie che adesso è conosciuta come CRF04_cpx, con cpx che sta per "complesso" di ricombinazione per diversi sottotipi.[senza fonte]
- Sottotipo J, riscontrato principalmente nei Caraibi e nell'Africa del Nord, centrale e occidentale.[7]
- Sottotipo K è limitato alla Repubblica Democratica del Congo e Camerun.

#### Gruppo N
La "N" sta per "non-M" e "non-O". Questo gruppo venne scoperto nel 1998, da un gruppo di ricerca franco-camerunense, quando identificarono e isolarono un ceppo di HIV-1 diverso da altri, il YBF380.
YBF380 venne isolato da una donna della Repubblica del Camerun che morì di AIDS nel 1995. Quando venne saggiato in vitro, la variante YBF380 reagiva con un antigene di superficie del virus SIV (dello scimpanzé) piuttosto che con quelli del gruppo M o del gruppo O, suggerendo la nascita di un nuovo ceppo di HIV-1. Al 2015, si registrano meno di 20 infezioni da gruppo N.

#### Gruppo O
Il gruppo Outlier è stato registrato comunemente in Camerun e in altre regioni dell'Africa centro-occidentale. Nel 1997 venne affermato che circa il 2% degli infetti di Camerun erano affetti dal gruppo O di HIV-1. Questo sottogruppo clinico originariamente destava preoccupazione in ambito clinico, poiché la sua positività non era rilevata tramite i vecchi test per il virus HIV-1. I test attuali sono in grado di individuare sia il gruppo O sia il gruppo N.

#### Gruppo P
Nel 2009 venne analizzata una nuova sequenza dell'HIV, molto simile al SIV scoperto in alcuni gorilla selvatici (SIVgor) che in quello scoperto negli scimpanzé (SIVcpz). Il virus venne isolato da una donna del Camerun residente in Francia, diagnosticata nel 2004 con infezione da HIV-1. Questo gruppo così denominato da pending, cioè "in attesa di identificazione di altri casi umani".

### HIV-2
HIV-2 non è frequente al di fuori dell'Africa. I primi casi di HIV-2 in zone extra-africane vennero registrati nel 1987 negli Stati Uniti d'America. Al giorno d'oggi, molti kit sono in grado di identificare sia HIV-1 sia HIV-2.
Al 2010 si conoscono otto gruppi di HIV-2:
- Gruppo A, pandemico, registrato principalmente in Africa anche se sono noti casi di HIV-2 in Brasile, India, Europa e Stati Uniti d'America.[14][15]
- Gruppo B, pandemico, confinato principalmente in Africa occidentale. Nonostante il contagio sia limitato, un'infezione da HIV-2 deve essere sospettata in tutti quei pazienti che dimostrano avere i sintomi da HIV e che hanno avuto contatto di fluidi provenienti da una persona dell'Africa occidentale (uso di siringhe in comune, contatto sessuale, ad esempio).[16]
- Gruppi C e D, scoperti in soltanto due persone della Liberia;
- Gruppi E e F, scoperti in soltanto due persone della Sierra Leone;
- Gruppo G e H, scoperti in soltanto due persone della Costa d'Avorio.[14]

Per i sei gruppi non pandemici (da C a H) è stato riscontrato che il loro genoma è molto simile ai ceppi di SIVsmm (dei cercocebi) che vivono nella stessa zona in cui l'infezione umana è stata registrata.